# Монкуко Торинезе
Монкуко Торинезе (итал. Moncucco Torinese) је насеље у Италији у округу Асти, региону Пијемонт.
Према процени из 2011. у насељу је живело 272 становника. Насеље се налази на надморској висини од 396 м.

## Становништво
Према резултатима пописа становништва 2011. у општини је живело 878 становника.
| 1936. | 1951. | 1961. | 1971. | 1981. | 1991. | 2001. | 2011. |
| ----- | ----- | ----- | ----- | ----- | ----- | ----- | ----- |
| 1.316 | 1.143 | 929   | 825   | 719   | 749   | 811   | 878   |